# Kumbang Unoe
Kumbang Unoe is een bestuurslaag in het regentschap Pidie van de provincie Atjeh, Indonesië. Kumbang Unoe telt 556 inwoners (volkstelling 2010).